# Dorival Caymmi
Dorival Caymmi (Salvador de Bahía, 30 de abril de 1914 - 16 de agosto de 2008) fue considerado uno de los más influyentes cantautores de la música popular brasileña. Habiendo alcanzado su madurez musical antes del surgimiento de la bossa nova como tal, actuó como fuente de influencia para varios de los máximos exponentes de este género, entre ellos Antonio Carlos Jobim y João Gilberto. Su influencia se extendió a estilos posteriores, como el tropicalismo y, en general, a la música popular brasileña en su conjunto.
A nivel artístico, si bien se destacó principalmente en el campo de la música, también se dedicó a la pintura.

## Biografía

### Primeros años
Hijo de Durval Enrique Caymmi, inmigrante italiano, y de Aurelina Soares Caymmi, bahiana nativa, Dorival nació y creció en Itapuã, por ese entonces un pueblo de pescadores todavía distante del centro de Salvador de Bahía.
Vivió su niñez en un estrecho y constante vínculo con la playa de dicho poblado, desarrollando su pasión por el mar, por la vida del pescador y por la figura de Iemanjá.
Sus padres amaban la música y, la curiosidad de Caymmi por esta disciplina, fue estimulada de manera natural desde temprana edad. De niño participó en un coro de Iglesia; de adolescente comenzó a aprender guitarra como autodidacta y a componer sus primeras canciones.
A los trece años Dorival dejó sus estudios con la intención de trabajar. Se desempeñó, entre otras tareas, como auxiliar en un estudio de abogacía, así como reportero y dibujante.

### Carrera musical
A los veinte años cantaba para la Rádio Clube da Bahia. Dos años más tarde, en 1936, ganó un concurso de canciones para carnaval con una samba llamada A Bahia também dá.
En 1938 se mudó a Río de Janeiro con la idea de retomar sus estudios y trabajar como periodista. Sin embargo, pronto decidió dedicarse enteramente a la música. A pesar de que desde ese momento pocas veces volvió a Bahía, sus canciones, sin embargo, continuaron inspirándose en la idiosincrasia de su ciudad natal: la vida cotidiana del hombre de pesca, la playa y el mar.
Obtuvo su primer éxito en 1939 con O que é que a baiana tem?, canción incluida en la película Banana da Terra, protagonizada por Carmen Miranda.
En 1940, mientras su popularidad crecía, gracias a la canción anteriormente citada y a otras como O mar, Rainha do mar y Promessa de pescador, se casó con la cantante Stella Maris.
En la segunda mitad de la década de 1940 dedicó una mayor atención a la pintura. Como en su música, es posible encontrar en sus cuadros rasgos bahianos.
En el año 1947, grabó Marina, dando inicio a una nueva etapa en su producción musical, donde predominaría el género samba-canción, así como las canciones intimistas.
Durante los años 1954 y 1955 grabó sus dos primeros LP, Canções praieiras y Sambas de Caymmi, iniciándose una etapa prolífica y muy activa en lo que respecta a la producción de discos de larga duración, tras quince años de publicar exclusivamente en formato sencillo.
A finales de la década, en pleno surgimiento de la bossa nova, la figura de Caymmi fue popularizada por varios de los pioneros del nuevo género. Colaboró con Antonio Carlos Jobim y, en la década de 1960, muchas de sus canciones fueron interpretadas por João Gilberto. Entre estas interpretaciones se destacan  Doralice  (1945),Samba de minha tierra, Saudade de Bahia (1957) y Rosa Morena.
En 1965, tras la interpretación de una de sus canciones por parte del cantante estadounidense Andy Williams, viajó a Los Ángeles, donde residió cuatro meses y grabó un nuevo LP.
Durante 1968, el gobierno de Bahía le regaló una casa en Salvador como retribución a la divulgación internacional de la cultura local, tras lo cual volvió a vivir un tiempo en dicha ciudad, aprovechando la ocasión para vincularse más estrechamente al candomblé, religión con la que siempre había tenido afinidad.
Escribió, en 1972, Oração de Mãe Menininha, una canción en homenaje a Mae Menininha do Gantois, sacerdotisa de candomblé. Esta canción fue grabada luego por músicos como Gal Costa y Maria Bethânia.
Tres años después, su canción Gabriela fue emitida por Rede Globo como cortina musical de la telenovela homónima, basada esta en la novela Gabriela, Cravo e Canela de Jorge Amado, gran amigo de Caymmi.
En 1984, en ocasión de su septuagésimo aniversario, fue condecorado en París por el ministro de cultura francés Jack Lang con la Encomienda de las artes y letras de Francia.

### Fallecimiento
El sábado 16 de agosto de 2008, a la edad de 94 años, falleció en Río De Janeiro debido a una insuficiencia renal y fallo múltiple de órganos.

## Influencia y legado
Dorival Caymmi se destacó musicalmente tanto por desarrollar un estilo propio, como por ser autor de varias canciones clásicas dentro del ámbito de la música popular.
Su estilo sencillo, fuertemente influenciado por el peculiar entorno pesquero de Bahía y su cotidianeidad, ha quedado plasmado en composiciones tales como Promessa de Pescador y O Vento.
Sus sambas se han convertido, con el tiempo, en estándares de la música popular brasileña. Tal es el caso, por ejemplo, de composiciones como O samba da minha terra.
João Gilberto y Tom Jobim lo consideraron precursor directo de la bossa nova. Jobim, en particular, señaló especialmente como moderna la manera de tocar la guitarra de Caymmi.
Entre los varios músicos fuertemente influenciados por Dorival Caymmi se encuentran también Caetano Veloso y Gilberto Gil. Este último le dedicó Buda Nagô, canción que grabó en el año 1991.
Sus hijos Dori, Danilo y Nana Caymmi son también importantes músicos. Todos ellos debutaron profesionalmente acompañando a su padre en escena y en discos.

## Discografía
- Anexo:Discografía de Dorival Caymmi